# Drosophila erecta
Drosophila erecta este o specie de muște din genul Drosophila, familia Drosophilidae, descrisă de Tsacas și Lachaise în anul 1974. Conform Catalogue of Life specia Drosophila erecta nu are subspecii cunoscute.